# Andrés López Polanco

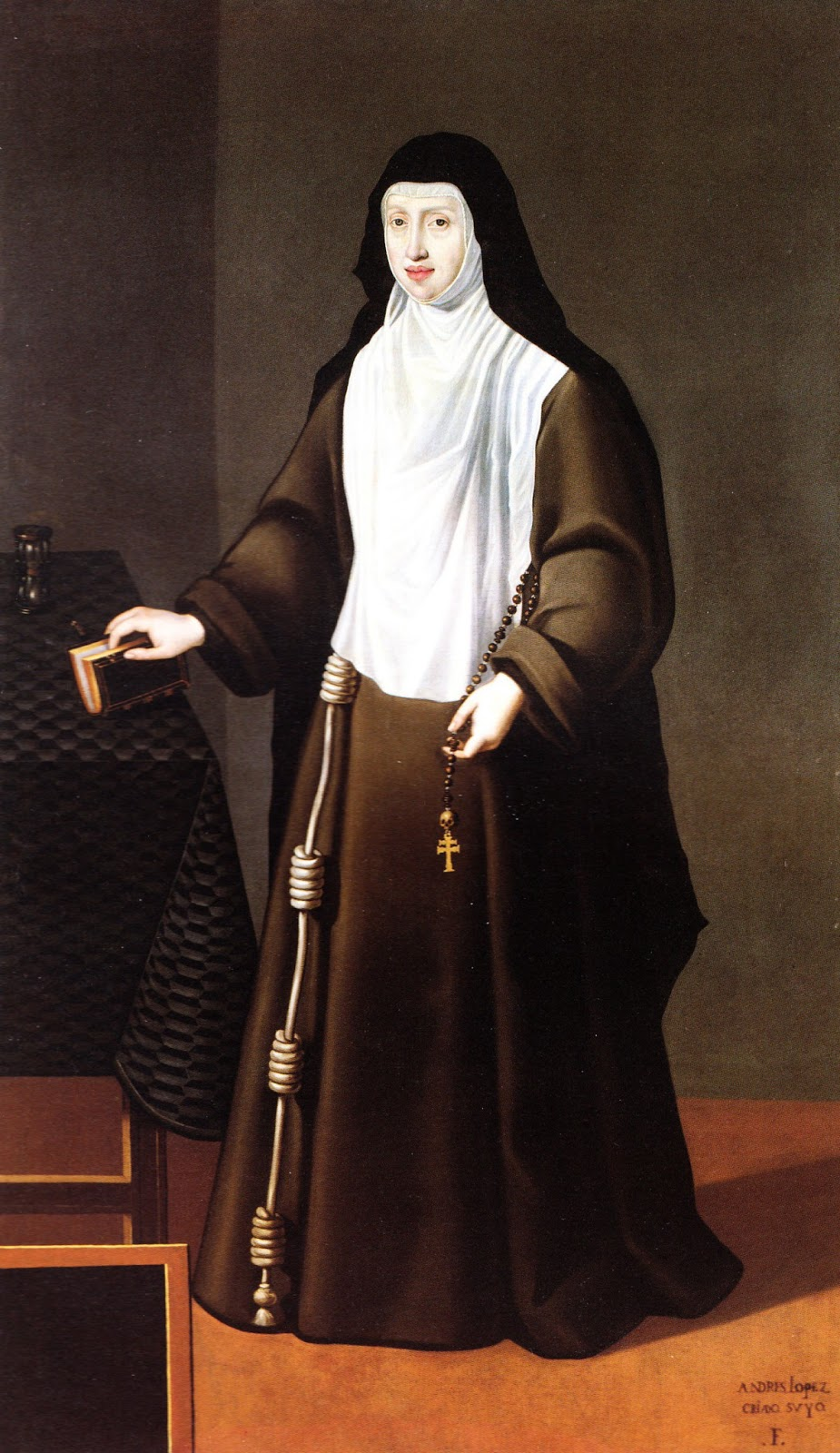
Archiduquesa Margarita de Austria (c. 1610), Kunsthistorisches Museum de Viena.

Andrés López Polanco ( Valladolid ¿? - ¿Madrid? 1641), fue un pintor barroco español especializado en el retrato. Documentado en Madrid entre 1608 y 1641, trabajó para las cortes de Felipe III y Felipe IV.

## Biografía y obra
Nacido en Valladolid, según se deduce de su firma («ANDRS LOPEZ/PINCIANO F.») en el retrato de Juan Bautista Acevedo, segundo obispo de Valladolid, conservado en su catedral, la documentación a él referida arranca en el año 1608, cuando firmó una Santa Clara pintada para el monasterio de Santa Clara de Madrid (Museo del Prado, depositado en el Museo Provincial de Pontevedra). En 1612 se encargó de realizar la tasación de los bienes de Juan Pantoja de la Cruz por encargo de sus herederos. Consta que en 1615, casado con María Almora, compró unas casas en la calle de la Platería. Recibió en estos años encargos de cierta envergadura, como la serie de veintiocho retratos de los ascendientes del conde de Castilnovo y Lodosa, Juan Hurtado de Velasco y Navarra, quien se los encargó en 1618, aunque ninguno de ellos se conoce. En 1626 falleció un hermano, Jerónimo López Polanco, que en su testamento se declaraba también pintor y natural de Madrid, pidiendo ser enterrado en San Miguel de los Octoes, donde sus padres, vecinos de Madrid, tenían sepultura propia. La documentación referida a su participación en diversas tasaciones y negocios, en una ocasión actuando como intermediario de Alonso Cano, alcanza a 1641, cuando en el mes de noviembre su mujer se declara ya viuda.
En sus retratos de Felipe III (Kunsthistorisches Museum y Castillo de Nelahozebes, República Checa) y de su esposa, Margarita de Austria, hija del archiduque Carlos II (Art Institute of Chicago), no se aparta de la tradición del retrato cortesano en la línea de Pantoja de la Cruz, resolviendo con delicadeza los detalles de la indumentaria. Distinto, por la rotundidad de sus volúmenes, reducidos a sencillas formas geométricas, es el retrato de Margarita de Austria, hija del emperador Maximiliano II, tras haber tomado el hábito como monja clarisa en las Descalzas Reales (Viena, Kunsthistorisches Museum), cuadro enviado a su familia en Alemania y varias veces copiado, firmado «ANDRES LOPEZ/CRIADO SVYO/:F.».
Pero la limitación de sus recursos se pondrá de manifiesto en el Eurico, que pintó en 1635 para la serie de reyes godos del Palacio del Buen Retiro (Museo del Ejército) y en el retrato del Conde-Duque de Olivares (Museo Nacional de Escultura de Valladolid), donde copió, con sequedad y dureza, el retrato de Velázquez en Sao Paulo, sin la cruz de la Orden de Calatrava.